# Ивачино
Ивачино — деревня в Харовском районе Вологодской области.
С точки зрения административно-территориального деления — центр Кубенского сельсовета. С 1 января 2006 года по 27 июня 2012 года была центром Кубенского сельского поселения.
Расстояние до районного центра Харовска по автодороге — 16 км, до центра муниципального образования Сорожина по прямой — 6 км. Ближайшие населённые пункты — Злодеиха, Горбатиха, Михалево, Гора.
По переписи 2002 года население — 121 человек (53 мужчины, 68 женщин). Преобладающая национальность — русские (95 %).
В деревне родился Герой Советского Союза Рафаил Киселёв.